# ویلتون (نیوهمپشایر)
ویلتون (به انگلیسی: Wilton) شهری در ایالت نیوهمپشایر کشور ایالات متحده آمریکا است که جمعیت آن در سرشماری سال ۲۰۱۰ میلادی، ۱٬۱۶۳ نفر بوده‌است.

## نگارخانه

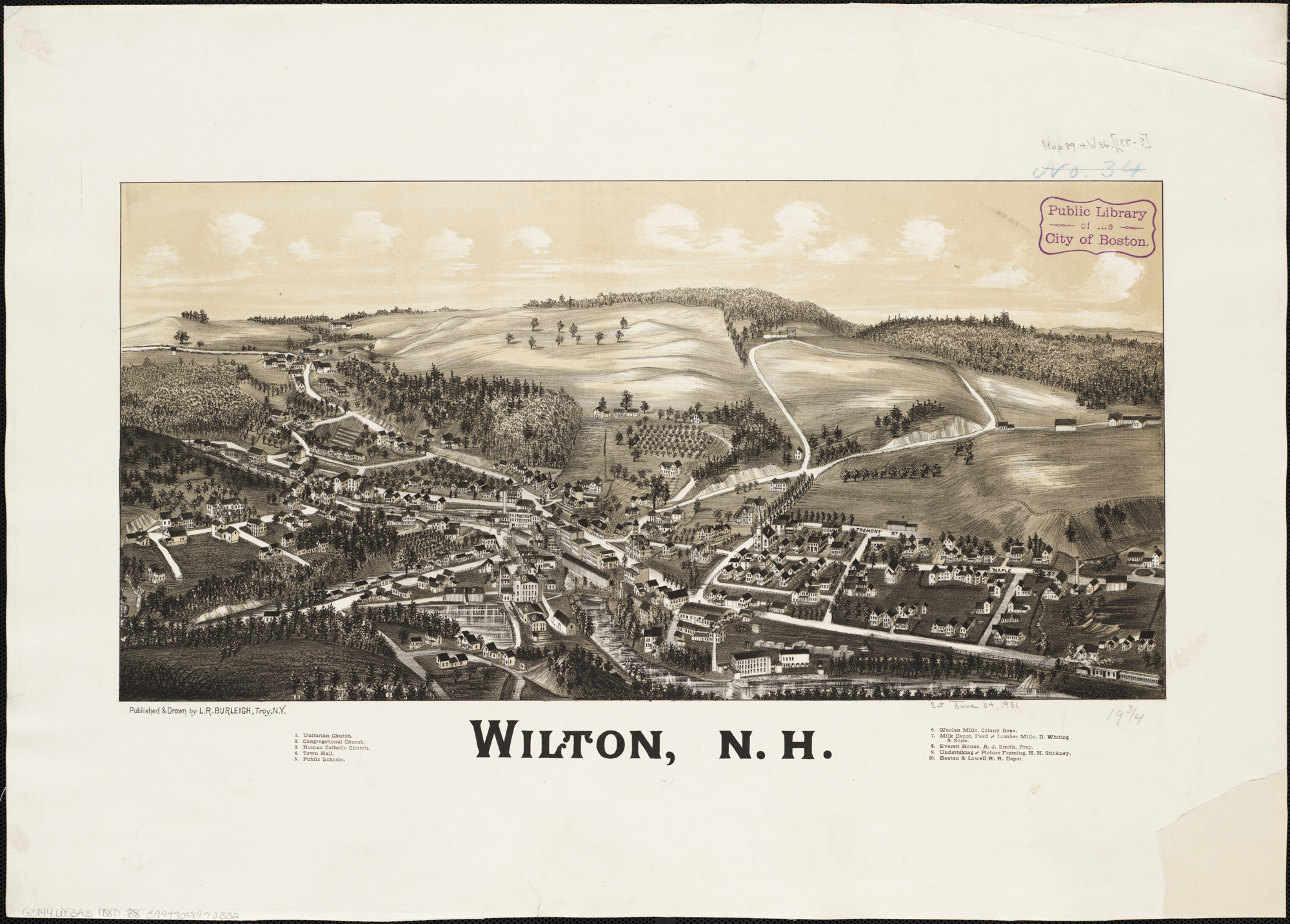
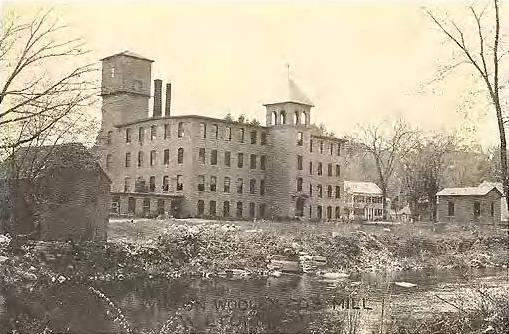
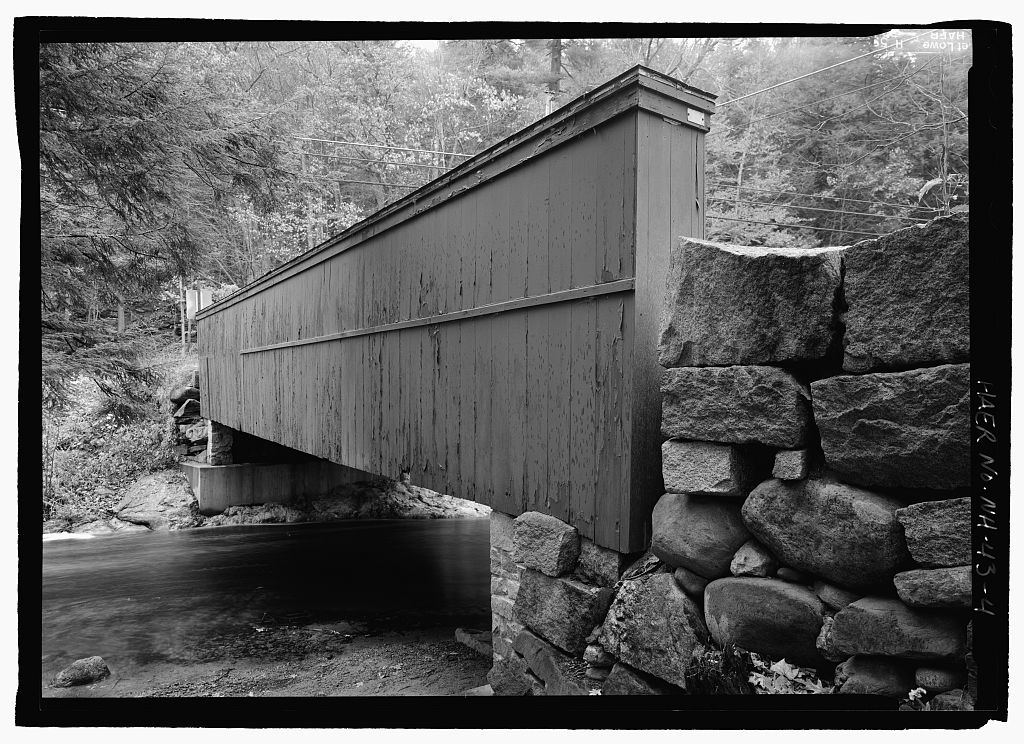
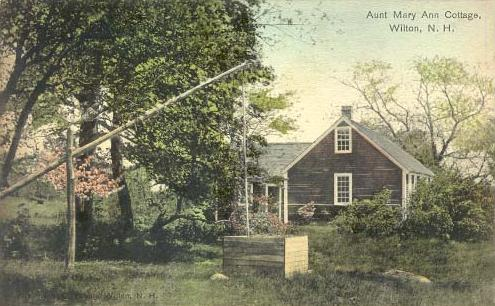